# Felsőregmec, Borsod-Abaúj-Zemplén
Felsőregmec este un sat în districtul Sátoraljaújhely, județul Borsod-Abaúj-Zemplén, Ungaria, având o populație de 354 de locuitori (2011). 

## Demografie
Componența etnică a satului Felsőregmec
     Maghiari (55,86%)
     Romi (43,45%)
     Necunoscut (0,69%)
     Alții (0,69%)
Componența confesională a satului Felsőregmec
     Romano-catolici (59,89%)
     Greco-catolici (21,47%)
     Reformați (7,63%)
     Fără religie (1,13%)
     Necunoscută (9,89%)
Conform recensământului din 2011, satul Felsőregmec avea 354 de locuitori. Din punct de vedere etnic, majoritatea locuitorilor (55,86%) erau maghiari, cu o minoritate de romi (43,45%). Apartenența etnică nu este cunoscută în cazul a 0,69% din locuitori.  Din punct de vedere confesional, majoritatea locuitorilor (59,89%) erau romano-catolici, existând și minorități de greco-catolici (21,47%), reformați (7,63%) și persoane fără religie (1,13%). Pentru 9,89% din locuitori nu este cunoscută apartenența confesională.